# Aeroméxico Connect
Aeroméxico Connect – meksykańska regionalna linia lotnicza z siedzibą w Monterrey, w stanie Nuevo León. Należy do linii lotniczych Aeroméxico.

## Flota
Według stanu na marzec 2025 flota Aeroméxico Connect składała się z 37 samolotów o średnim wieku 15,4 lat:
| Samolot         | Samolot | Samolot   | Liczba miejsc | Liczba miejsc | Liczba miejsc | Uwagi |
| Model           | Aktywne | Zamówione | B             | E             | Łącznie       | Uwagi |
| --------------- | ------- | --------- | ------------- | ------------- | ------------- | ----- |
| Embraer ERJ-190 | 37      | -         | 11            | 88            | 99            |       |
| Łącznie         | 37      | 0         |               |               |               |       |